# 田辺礼一
田辺 礼一（たなべ れいいち、1933年5月22日 - 2006年9月20日）は、日本の実業家（紀伊國屋書店相談役）。元NHKアナウンサー。

## 人物
- 紀伊國屋書店の創業者・田辺茂一の長男として生まれた。学習院では明仁上皇と同期であった。
- 1957年に学習院大学を卒業してNHK入り。初任地は小倉放送局（現・北九州放送局）。その後は主にプロ野球を始め、びわ湖毎日マラソンの実況[2]などスポーツ番組を担当していた。
- 1981年、この年に父・茂一が死去したこともあり、父から経営を任され会社の行く末を心配した松原治に請われる形で、NHKを辞め、紀伊國屋書店に入社。専務などを歴任した。
- 2006年9月20日、肝臓ガンのため死去。享年73。